# Национален консерватизъм
Национален консерватизъм (на английски: national conservatism) е политическо понятие, използвано предимно в Европа да опише разновидност на консерватизма, която съсредоточва вниманието си в националните интереси в по-голяма степен отколкото обичайния консерватизъм и също така отстоява националната и етническата идентичност, но без да бъде откровено националистическа и без да прилага крайно десни средства. В Европа националконсерваторите са обикновено евроскептици.
В социално отношение този вид партии подкрепят традиционното семейство и социалната устойчивост. Биват определяни като социални консерватори, които се противопоставят на имиграцията.